# Jared Harris
Jared Harris (24 de agosto de 1961) é um ator e diretor britânico. Atuou em filmes como Igby Goes Down, The Rachel Papers, Perdidos no Espaço, Resident Evil: Apocalypse, How To Kill Your Neighbor's Dog, Happiness, Mr. Deeds, The Curious Case of Benjamin Button, Sherlock Holmes: A Game of Shadows e Lincoln.
Como ator, seu primeiro papel foi em The Rachel Papers, filme dirigido por seu irmão, Damian. Integra o elenco do filme Poltergeist (2015), atuando como Carrigan Burke. Participou da série Fringe.
Em 2019, o ator participou da série Chernobyl, protagonizando Valery Legasov, um dos grandes nomes da química, na tragédia nuclear de Chernobyl.
Harris casou-se com Jacqueline Goldenberg em 1989 e divorciaram-se no início dos anos 90. Em 16 de julho de 2005, Harris se casou com a atriz Emilia Fox, filha dos atores Edward Fox e Joanna David. Harris pediu o divórcio de Fox em janeiro de 2009. O divórcio foi concluído em junho de 2010.
Harris casou-se com Allegra Riggio, uma designer de iluminação e apresentadora de televisão, em 9 de novembro de 2013.